# AFFLICT/Fragment
〈AFFLICT/Fragment〉는 VALSHE의 3번째 싱글이다. 2012년 6월 27일에 Oth에서 발매됐다.

## 해설
일본 컬럼비아에서 발매한 유일한 싱글 및 첫 양A면 싱글이 된 본작은 후지 TV계 전국 넷 《기적체험!언빌리버블》 엔딩 테마이다.

## 수록곡

### CD
(전체 작곡: 미나토, 편곡: G'n-)
1. AFFLICT
작사: VALSHE
2. Fragment
작사: VALSHE
3. 푸른 여름비 (일본어: 蒼ノ夏雨)
작사: 미나토
4. AFFLICT (instrumental)
5. Fragment (instrumental)
6. 푸른 여름비 (instrumental)

### DVD
초회반A
1. AFFLICT (MUSIC VIDEO)
2. VALSHE 불시 모의 테스트: 수학·과학 (특전 영상)(일본어: VALSHE抜き打ち模擬テスト ～数学・理科～ (特典映像) )

초회반B
1. AFFLICT (MUSIC VIDEO)
2. VALSHE 불시 모의 테스트: 국어·사회 (특전 영상)(일본어: VALSHE抜き打ち模擬テスト ～国語・社会～ (特典映像)